# Rubrius major
Espèce
Synonymes
- Pionaces major Simon, 1904

Rubrius major est une espèce d'araignées aranéomorphes de la famille des Macrobunidae.

## Distribution
Cette espèce est endémique de la région de Magallanes au Chili,. Elle se rencontre vers Punta Arenas.

## Description
Le mâle syntype mesure 10 mm.
Le mâle décrit par Roth en 1967 mesure 8,1 mm et la femelle 11,5 mm.

## Systématique et taxinomie
Cette espèce a été décrite sous le protonyme Pionaces major par Simon en 1904. Elle est placée dans le genre Rubrius par Roth en 1967.

## Publication originale
- Simon, 1904 : « Étude sur les arachnides du Chili recueillis en 1900, 1901 et 1902, par MM. C. Porter, Dr Delfin, Barcey Wilson et Edwards. » Annales de la Société entomologique de Belgique, vol. 48, p. 83-114 (texte intégral).